# Epónimo

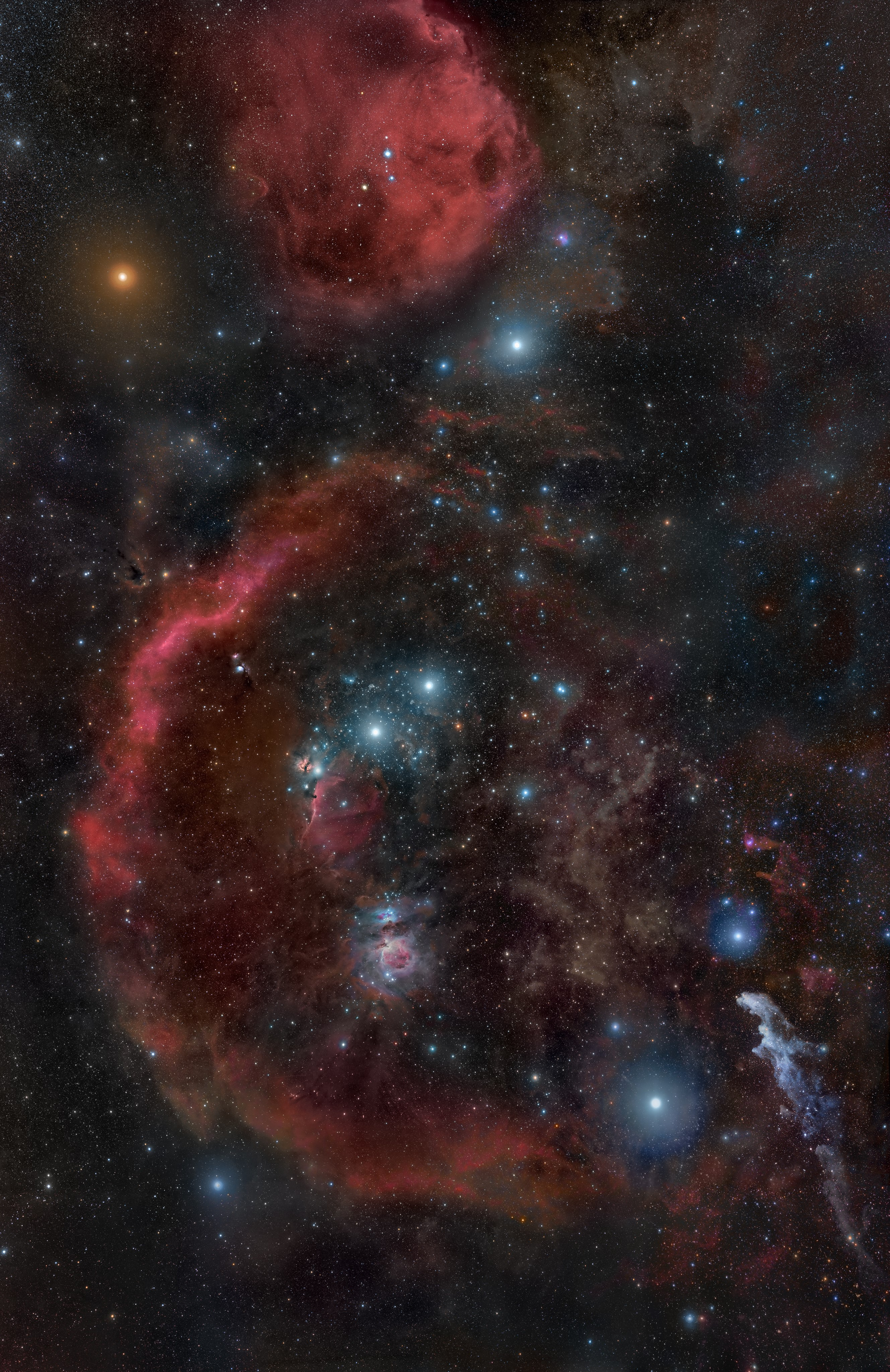
Constelación de Orión.

Un epónimo (del griego antiguo ἐπώνυμος [epṓnymos], ‘nombre significante’) es una persona o lugar cuyo nombre se usa para nombrar a un pueblo, concepto, enfermedad u objeto de cualquier clase, habitualmente como una forma de homenaje a dicha persona. Así, el explorador Américo Vespucio es el epónimo del continente América o el emperador César Augusto es el epónimo del mes  agosto. En el uso se llama a veces epónimo al nombre así formado.
La eponimia era una costumbre ya presente en épocas arcaicas, en las que era frecuente llamar a un período por el gobernante que ocupase el cargo. En Asiria se estableció un sistema de datación por epónimos que duró más de mil años, cada año se asociaba con el nombre de un individuo que desempeñaba el cargo de limmu; en la Atenas clásica los años llevaban el nombre del arconte epónimo; en la Roma republicana los años se nombraban por los cónsules elegidos para ellos; en Japón el tiempo se mide por eras, que son coincidentes con la duración del reinado de sus emperadores (por ejemplo, 2015 equivale al año 27 de la era Heisei, del emperador Akihito). 
A lo largo de la historia, se ha designado el nombre de unidades militares por el nombre de su comandante. Hoy en día es frecuente en las ciencias.

## Epónimos famosos

### Lugares
| Nombre                    | Ocupación                               | Lugar                                    |
| ------------------------- | --------------------------------------- | ---------------------------------------- |
| Américo Vespucio          | marino                                  | América                                  |
| Angul                     | rey legendario de los anglos            | Angeln, Inglaterra                       |
| Atenea                    | diosa griega                            | Atenas                                   |
| Simón Bolívar             | político militar venezolano             | Bolivia, repúblicas bolivarianas         |
| César Augusto             | primer emperador romano                 | Caesaraugusta (actual Zaragoza)          |
| Cristóbal Colón           | navegante y conquistador                | Colombia                                 |
| Dan                       | rey legendario de los daneses           | Dinamarca                                |
| Fénix                     | rey mitológico de los fenicios          | Fenicia                                  |
| Felipe II de España       | rey de España                           | Filipinas                                |
| George Washington         | primer presidente de los Estados Unidos | Washington D. C.                         |
| Ho Chi Minh               | dirigente vietnamita                    | Ciudad Ho Chi Minh                       |
| Jorge II                  | rey de Inglaterra                       | Georgia - Estados Unidos                 |
| Libia                     | princesa mitológica de Egipto           | Libia                                    |
| Mariana de Austria        | Reina consorte de España                | islas Marianas                           |
| José María Morelos        | insurgente mexicano                     | Morelia, Morelos                         |
| Miguel Hidalgo y Costilla | Sacerdote y líder mexicano              | Estado de Hidalgo                        |
| Andrés Quintana Roo       | Político mexicano                       | Quintana Roo                             |
| Cecil Rhodes              | político                                | Rodesia (Zambia y Zimbabue actualmente). |
| Pedro de Valdivia         | conquistador                            | Valdivia                                 |
| Carlos II de España       | Rey de España                           | Islas Carolinas                          |

### Epónimos famosos
| Nombre                             | Ocupación                                      | Epónimo                                                  |
| ---------------------------------- | ---------------------------------------------- | -------------------------------------------------------- |
| Al-Juarismi                        | matemático y astrónomo persa                   | guarismo y algoritmo                                     |
| Alois Alzheimer                    | médico alemán                                  | enfermedad de Alzheimer                                  |
| Aquiles                            | guerrero mitológico griego                     | tendón de Aquiles, talón de Aquiles                      |
| André-Marie Ampère                 | matemático y físico francés                    | amperio, ampere, ampère                                  |
| Hans Asperger                      | pediatra, investigador y profesor austríaco    | síndrome de Asperger                                     |
| Leo Hendrik Baekeland              | inventor belga                                 | baquelita                                                |
| François Barrême                   | matemático francés                             | baremo                                                   |
| Louis de Béchameil                 | financiero francés                             | bechamel                                                 |
| Michel Bégon                       | marino y apasionado naturalista francés        | begonia                                                  |
| Charles Cunningham Boycott         | administrador inglés                           | boicot                                                   |
| Louis Antoine de Bougainville      | navegante francés                              | buganvilla                                               |
| Louis Braille                      | pedagogo e inventor francés                    | braille                                                  |
| Nicolas Chauvin                    | soldado francés                                | chovinismo, chauvinismo, chovinista, chauvinista         |
| Marco Tulio Cicerón                | orador romano                                  | cicerone                                                 |
| Edward A. Murphy Jr.               | ingeniero estadounidense                       | Ley de Murphy                                            |
| San Cirilo                         | misionero griego                               | alfabeto cirílico                                        |
| Louis Daguerre                     | químico francés                                | daguerrotipo                                             |
| Anders Dahl                        | botánico sueco                                 | dalia                                                    |
| John Dalton                        | químico británico                              | daltonismo                                               |
| Rudolf Diesel                      | ingeniero alemán                               | motor diésel, diésel                                     |
| John Langdon Down                  | médico británico                               | síndrome de Down                                         |
| Michael Faraday                    | físico y químico británico                     | faradio                                                  |
| Leonhart Fuchs                     | botánico alemán                                | fucsia                                                   |
| Luigi Galvani                      | científico italiano                            | galvanización                                            |
| Alexander Garden                   | naturalista escocés                            | gardenia                                                 |
| Joseph-Ignace Guillotin            | médico francés                                 | guillotina, guillotinar                                  |
| James Prescott Joule               | físico inglés                                  | julio                                                    |
| Mijaíl Kaláshnikov                 | diseñador soviético                            | fusil Kaláshnikov                                        |
| Georg Josef Kamel                  | misionero alemán                               | camelia                                                  |
| Gonzalo Rodríguez Lafora           | médico español                                 | enfermedad de Lafora                                     |
| Jules Léotard                      | acróbata francés                               | leotardo                                                 |
| Charles Lynch                      | juez estadounidense                            | linchamiento                                             |
| Trofim Lysenko                     | ingeniero agrónomo soviético                   | lysenkoísmo                                              |
| John Loudon McAdam                 | ingeniero escocés                              | macadán                                                  |
| François Mansart                   | arquitecto francés                             | mansarda                                                 |
| Nicolás Maquiavelo                 | escritor italiano                              | maquiavelismo, maquiavelista, maquiavélico, maquiavélica |
| Karl Marx                          | filósofo alemán                                | marxismo, marxista                                       |
| Mausolo                            | sátrapa cario                                  | mausoleo                                                 |
| Cayo Mecenas                       | filántropo romano                              | mecenas                                                  |
| Samuel Finley Breese Morse         | inventor estadounidense                        | código morse                                             |
| Viacheslav Mólotov                 | político soviético                             | cóctel molotov                                           |
| Jean Nicot                         | embajador francés                              | nicotina                                                 |
| Narciso                            | personaje mitológico griego                    | narcisismo, narcisista, narciso                          |
| Alfred Bernhard Nobel              | inventor sueco                                 | premios Nobel                                            |
| Georg Simon Ohm                    | físico y matemático alemán                     | ohmio                                                    |
| Orfeo                              | personaje mitológico griego                    | orfeón                                                   |
| San Pantaleón                      | mártir cristiano                               | pantalón (a través del personaje Pantaleón)              |
| Louis Pasteur                      | químico y biólogo francés                      | pasteurización                                           |
| Antoine Quinquet                   | farmacéutico francés                           | quinqué                                                  |
| Leopold von Sacher-Masoch          | escritor austríaco                             | masoquismo, masoquista                                   |
| Donatien Alphonse François de Sade | escritor francés                               | sadismo, sádico, sádica                                  |
| John Montagu, IV conde de Sandwich | noble británico                                | sándwich                                                 |
| Adolphe Sax                        | músico belga                                   | saxofón                                                  |
| Étienne de Silhouette              | político francés                               | silueta                                                  |
| James Watt                         | ingeniero mecánico, inventor y químico escocés | vatio                                                    |
| Ferdinand von Zeppelin             | inventor alemán                                | zepelín o dirigible                                      |

### Ámbitos especializados
Las siguientes personas y sus respectivos epónimos son conocidos en ámbitos especializados.
| Nombre                            | Ocupación                                   | Epónimo                                           |
| --------------------------------- | ------------------------------------------- | ------------------------------------------------- |
| Ada Lovelace                      | matemática y escritora británica            | lenguaje de programación Ada                      |
| Joel Asaph Allen                  | biólogo que estableció esta regla ecológica | Regla de Allen                                    |
| Carl Bergmann                     | anatomista, fisiólogo y biólogo alemán      | Regla de Bergmann                                 |
| Karl Wilhelm von Kupffer          | anatomista alemán                           | célula de Kupffer                                 |
| George Boole                      | matemático británico                        | Álgebra de Boole                                  |
| Robert Brown                      | botánico escocés                            | movimiento browniano                              |
| Clarence L. Farrar                | entomólogo y apicultor estadounidense       | Regla de Farrar                                   |
| Constantin Wilhelm Lambert Gloger | biólogo alemán                              | Regla de Gloger                                   |
| Guillaume de l'Hôpital            | matemático francés                          | Regla de L'Hôpital                                |
| Jean-Baptiste Lamarck             | naturalista francés                         | lamarckismo                                       |
| Alan Turing                       | matemático británico                        | máquina de Turing                                 |
| Blaise Pascal                     | filósofo matemático francés                 | lenguaje de programación Pascal.                  |
| Pierre de Fermat                  | matemático francés                          | Último teorema de Fermat                          |
| Pitágoras                         | matemático y filósofo                       | Teorema de Pitágoras                              |
| Jacob Grimm                       | lingüista, mitólogo y literato alemán       | Ley de Grimm                                      |
| Edsger Dijkstra                   | científico neerlandés                       | Algoritmo de Dijkstra                             |
| Paolo Ruffini                     | matemático italiano                         | Regla de Ruffini                                  |
| William George Horner             | matemático inglés                           | Algoritmo de Horner                               |
| Georg Meissner                    | anatomista alemán                           | Corpúsculo de Meissner                            |
| Filippo Pacini                    | anatomista italiano                         | Corpúsculos de Pacini                             |
| Friedrich Sigmund Merkel          | anatomista alemán                           | Terminación nerviosa de Merkel, células de Merkel |
| Évariste Galois                   | matemático francés                          | Teoría de Galois                                  |
| Gregor Mendel                     | científico austriaco                        | Ley de Mendel                                     |
| Alfonso X de Castilla             | rey de Castilla y astrónomo castellano      | Cráter lunar Alphonsus                            |
| Ernst Abbe                        | óptico alemán                               | Cráter lunar Abbe                                 |
| Charles Greeley Abbot             | astrónomo estadounidense                    | Cráter lunar Abbot                                |

### Charles Darwin
Aunque los conceptos denotados no son tan famosos, el naturalista británico Charles Darwin tiene numerosos epónimos, ya sea porque él los descubrió o porque fueron bautizados en su honor. Algunos ejemplos:
- Darwinismo, conjunto de ideas del naturalista sobre evolución y selección natural.
- Aniksosaurus darwini, un dinosaurio argentino (extinto).
- Mylodon darwini, milodón, un mamífero extinto.
- Ovis ammon darwini, o carnero del Gobi.
- Tarentola darwini, salamanquesa de Darwin.
- Rhea pennata, o ñandú de Darwin.
- Rhinoderma darwinii, ranita de Darwin.
- Darwinius masillae, primate extinto.
- Lycalopex fulvipes, zorro de Darwin, cánido endémico de Chile.
- Tubérculo de Darwin, engrosamiento cartilaginoso vestigial ubicado en la región superior del hélix auricular de algunos seres humanos.